# Pivovárek Morava
Řemeslný pivovar Morava je minipivovar a restaurace ve Frýdku-Místku, umístěn je ve sklepení bývalé velkokapacitní pivnice na sídlišti. Oficiální provoz pivovaru byl zahájen 20. prosince 2013. Pivo zde vaří klasickou dvourmutovou metodou a výchozími surovinami jsou hlavně: český slad ze Záhlinic a žatecký chmel (Poloraný Červeňák a Sládek). Piva jsou nefiltrovaná a nepasterizovaná. V malém objemu nabízí také filtrovaná piva.
Vrchním sládkem pivovaru je Martin Gajdáček. Dalšími sládky jsou Marek Blahut a Ondřej Staniowski. Přibližně desetkrát za rok připravují speciály - jak svrchně tak spodně kvašená piva mnoha stylů.

## Nabízené druhy piva

### Stálá nabídka
- Morava Nefiltrovaná 12% – světlý nefiltrovaný nepasterizovaný ležák
- Morava Polotmavá 11% – polotmavý nefiltrovaný nepasterizovaný ležák
- Morava Světlá 12% – světlý filtrovaný nepasterizovaný ležák
- Morava Světlá 10% – světlé výčepní filtrované pivo

### Speciály
- Morava Velikonoční 13%– vařený z pěti druhů sladu, duben 2014
- Morava Medová 12% – květen 2014
- Borůvkové pivo 13% – červen 2014
- Summer Day Ale 11% - srpen 2017
- Porter 18% - leden 2018